# Phasia ochromyoides
Phasia ochromyoides är en tvåvingeart som först beskrevs av Walker 1865.  Phasia ochromyoides ingår i släktet Phasia och familjen parasitflugor. Inga underarter finns listade i Catalogue of Life.